# Винцентий из Шамотул
Винцентий Свидва из Шамотул, Винцентий Шамотульский (пол. Wincenty z Szamotuł; годы жизни неизвестны) — польский дворянин и военачальник, каштелян мендзыжецкий и генеральный староста русский (староста львовский).

## Биография
Представитель польского дворянского рода Шамотульских герба «Наленч».
В 1414—1423 годах занимал должность подчашего калишского.
Дидич Шамотул, где вместе с Доброгостом в 1423 году за свой счет построили кирпичный костёл.
В июне 1433 года Михаил Бучацкий вместе с генеральным русским старостой Винцентием из Шамотул как представители «панов коронной Руси» без ведома короля заключили перемирие с подольским и луцким (Александром Носом) старостами (представителями Свидригайла) . По другим данным, вместе с другими шляхтичами Короны Польской Винцентий заключил перемирие до конца года со Свидригайлом.
4 сентября 1437 года великий князь литовский Свидригайло заключил во Львове «провизорическое» соглашение с «польскими господами», согласно которому староста олеский Ян из Сенно и Олеска и каштелян мендзыжецкий Винцентий из Шамотул заняли Луцк. По данным хрониста Яна Длугоша, в январе 1438 года они отдали город великому князю литовскому Сигизмунду Кейстутовичу. Участник битвы на Мурафе.
Дочь Малгожата (Маргарита) (? — 1464), жена князя белзского и мазовецкого Казимира II.